# Atari 5200
La Atari 5200 era una consola de videojuegos fabricada por Atari y lanzada al mercado en 1982. No tuvo tanto éxito como su predecesora, la Atari 2600, pero se trataba de una versión mejorada de la anterior. El chip de gráficos es mejorado, hasta el punto que es prácticamente igual que los arcades de la época. Se estima que las ventas superaron el 1 millón de unidades, contra las más de 30 millones de su predecesora. Por esto, al año 2022 es muy buscada entre los coleccionistas.

Para más información sobre Atari, ver las siguientes consolas: Atari 2600, Atari ST, Familias de 8-bits de Atari, Atari Lynx y Atari 7800.

## Historia
La Atari 5200 SuperSystem fue lanzada al mercado en 1982, y fue la sucesora de la Atari 2600. La Atari 5200 ofrecía gráficas mejoradas y varias características que no podían encontrarse en ninguna otra videoconsola de su tiempo, de hecho, si los controladores no hubiesen sido tan frágiles, habría competido en el mercado más tiempo, ya que solo se fabricó desde el año 1982 a 1984, si bien en el 1983 ya estaba preparada la salida de la 7800, debido a las quejas que surgieron de todos los que compraron la máquina; no era retrocompatible, los mandos no siguen la norma Atari, y al tener potenciómetro y ser de goma los botones, fallaban en gran medida. 
Se trataba de una computadora con 16k de RAM diseñada específicamente para juegos de alta calidad. El corazón del sistema era en esencia un computador Atari 400, el computador de 8 bits más poderoso para el hogar disponible en el momento, y cuyos juegos teóricamente podían portarse rápida y fácilmente entre las dos máquinas.
Aunque el Atari 5200 disfrutó de cierto éxito en sus comienzos, el público nunca llegó a entusiasmarse, y la "Gran Caída De los Videojuegos de 1983" Ayudó a sellar su destino al igual que el del resto de los sistemas de videojuegos caseros. La librería de juegos ronda los 70 títulos. en el momento en que fue retirado del mercado, ya había salido el adaptador cx55 que permitía jugar a los juegos del 2600 en la consola de dos puertos y en las de 4 con modificaciones y que cuando Atari la retiró, en 1984, el Atari 5200 superaba en ventas al Colecovision. se hizo extremadamente popular puesto que sale en la película Cloak & Dagger, donde el protagonista juega con la 5200. En Europa no llegó a venderse, si bien, el Atari 400, 800, 800xl, 600 xl y Series Xe tienen los mismos gráficos y juegos, ya que son la misma máquina. La consola sustitutiva de la 5200 en Europa fue la Xegs (bastante rara en Europa pues se fabricó entre 1987 y 1988), siendo más fácil y común comprar un ordenador 65xe.

## Hardware

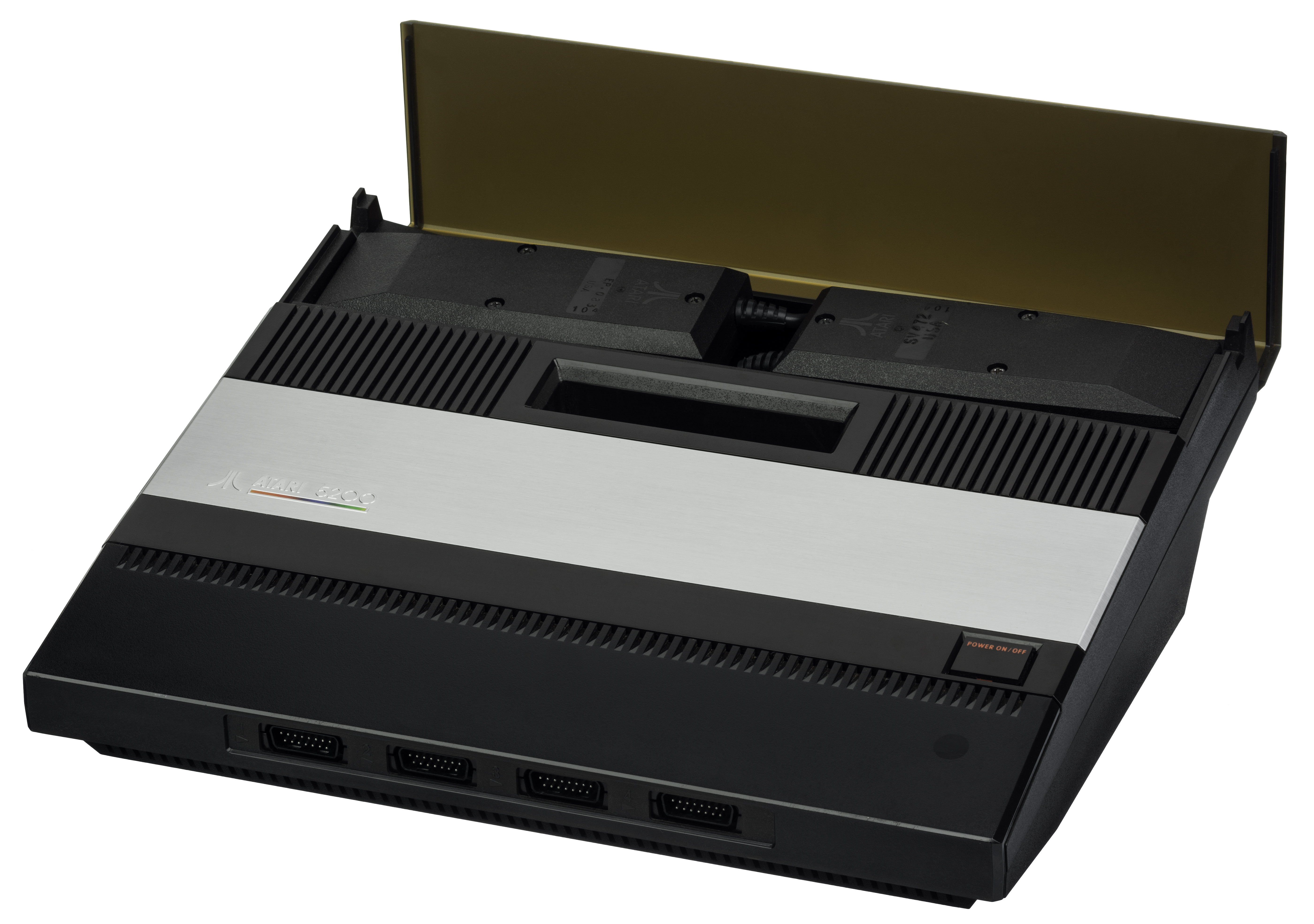
El gran tamaño del 5200 se debe en parte al almacenamiento del controlador en la parte posterior de la unidad.

Gran parte de la tecnología de los sistemas Atari 8-bit home computer se desarrolló originalmente como una consola de juegos de segunda generación destinada a reemplazar al Atari 2600. Sin embargo, a medida que el sistema se completaba, la revolución de la computadora personal estaba comenzando con el lanzamiento de máquinas como Commodore PET, TRS-80 y Apple II. Estas máquinas tenían menos hardware avanzado que la nueva tecnología Atari, pero se vendían a precios mucho más altos con mayores márgenes de ganancia asociados. La administración de Atari decidió ingresar a este mercado y la tecnología se envasó en Atari 400 y  800. El conjunto de chips utilizado en estas máquinas se creó con la idea de que 2600 probablemente quedaría obsoleto en el marco de 1980.
Más tarde, Atari decidió volver a ingresar al mercado de juegos con un diseño que coincidía con sus especificaciones originales de 1978. En su etapa de prototipo, Atari 5200 se llamó originalmente "Atari Video System X - Advanced Video Computer System", y recibió el nombre en código "Pam" después de que una empleada de Atari, Inc. También se rumorea que PAM en realidad significaba "Personal Arcade Machine", ya que la mayoría de los juegos para el sistema terminaron siendo conversiones de arcade. Las máquinas  Atari Video System X  que funcionan realmente, cuyo hardware es 100% idéntico al Atari 5200, existen, pero son extremadamente raras.
La versión inicial de 1982 del sistema incluía cuatro puertos de controlador, donde casi todos los demás sistemas de la época tenían solo uno o dos puertos. El 5200 también contó con un nuevo estilo de controlador con un joystick analógico, un teclado numérico, dos botones de disparo en cada lado del controlador y teclas de función de juego para Iniciar, Pausa y Reiniciar. El 5200 también contó con la innovación de la primera caja de conmutación automática de TV, que le permite cambiar automáticamente de la visualización normal de TV a la señal del sistema de juego cuando se activó el sistema. Los adaptadores de RF anteriores requerían que el usuario deslice un interruptor en el adaptador con la mano. El cuadro RF también fue donde la fuente de alimentación se conectó en una configuración de señal de televisión / alimentación dual única similar a la de RCA Studio II. Un solo cable que sale del 5200 está enchufado en la caja del interruptor y se usó tanto para la electricidad como para la señal de televisión.

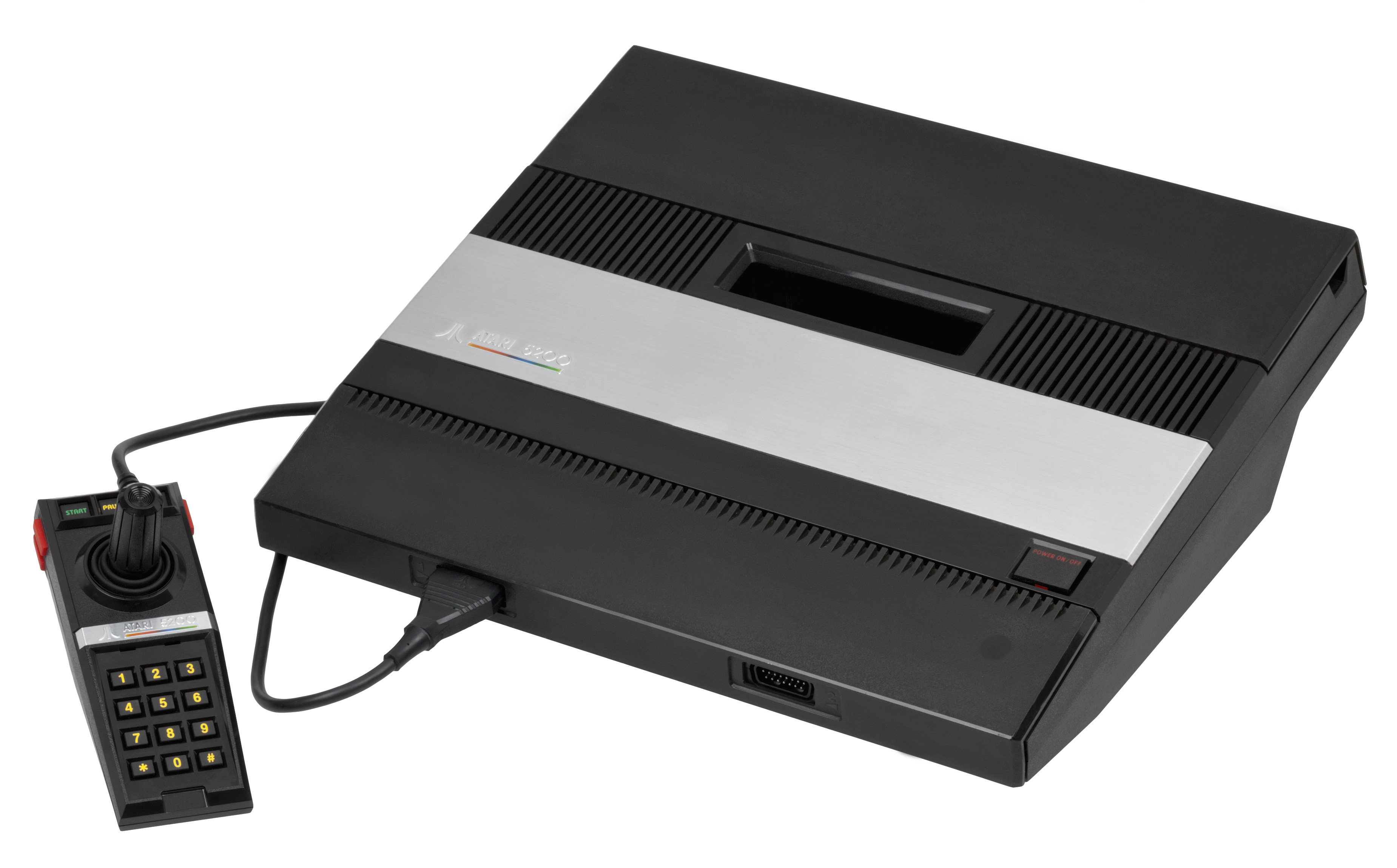
La segunda revisión del 5200

La revisión de 1983 del Atari 5200 tiene dos puertos de controlador en lugar de cuatro, y un cambio de vuelta a la fuente de alimentación separada más convencional y al interruptor de RF no conmutador automático estándar. También tiene cambios en las líneas de dirección del puerto del cartucho para permitir el adaptador Atari 2600 lanzado ese año. Si bien el adaptador solo funcionó en la versión de dos puertos, se pueden hacer modificaciones en el puerto de cuatro para que sea compatible con la línea. De hecho, hacia el final del ciclo de producción del modelo de cuatro puertos, hubo un número limitado de consolas producidas que estas modificaciones. Estas consolas se pueden identificar con un asterisco en sus números de serie.

### Controladores

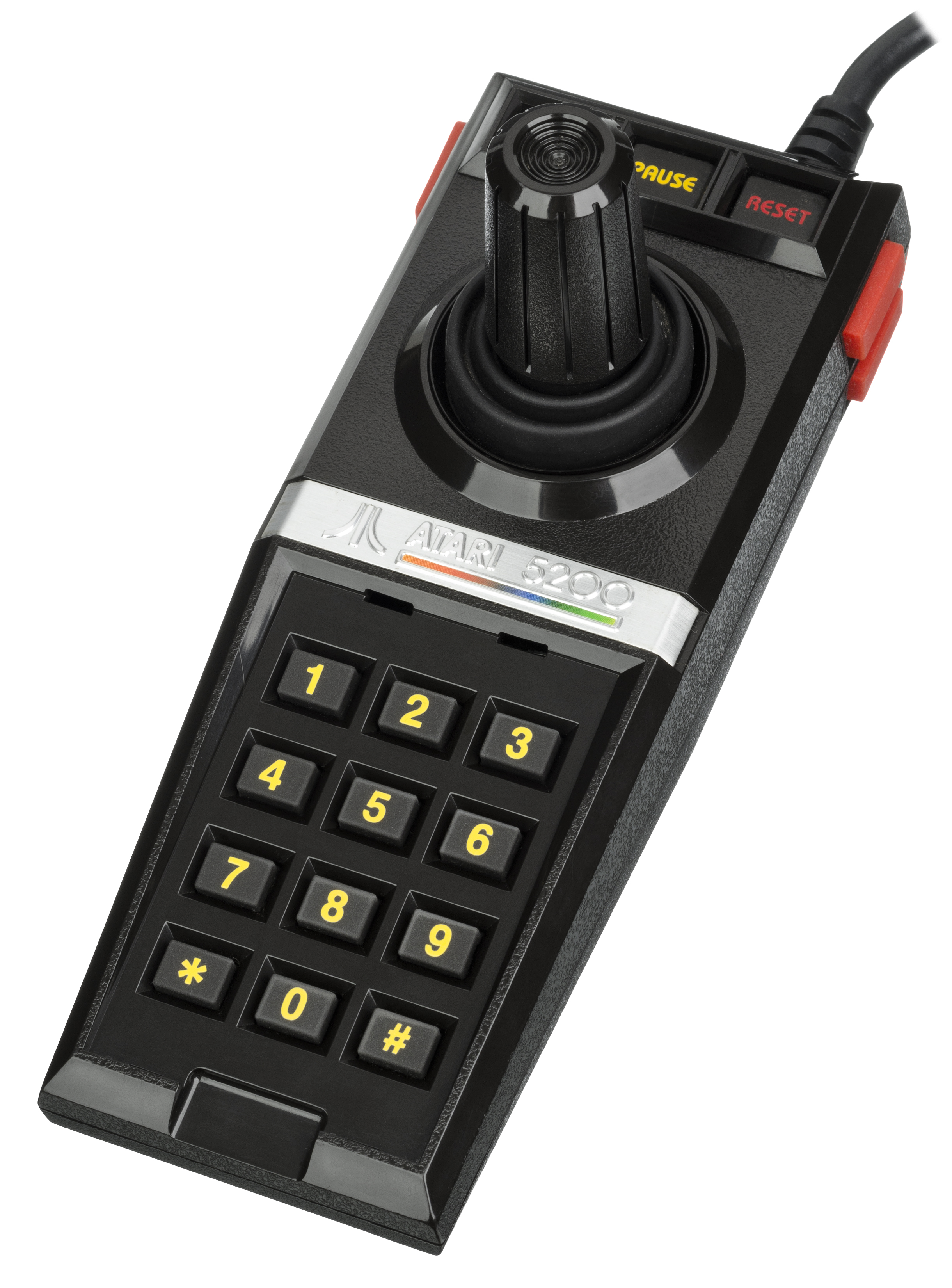
Foto de un mando de control de la Atari 5200.

Los prototipos de controladores utilizados en el laboratorio de desarrollo eléctrico emplean un mecanismo de yugo y cardán que proviene de un kit de controlador de avión RC. El diseño de la palanca de mando analógica, que usaba una funda de goma débil en lugar de resortes para proporcionar el centrado, demostró ser poco fiable y confiable. Rápidamente se convirtieron en el talón de Aquiles del sistema debido a su combinación de un diseño mecánico demasiado complejo con un sistema de circuito flexible interno de muy bajo costo. Otro defecto importante de los controladores fue que el diseño no se tradujo en una aceleración lineal desde el centro a través del arco del recorrido del stick. Sin embargo, los controladores incluyeron un botón de pausa, una característica única en ese momento. También se incluyeron varios joysticks de reemplazo de terceros publicado, incluidos los realizados por Wico.
Atari Inc. lanzó el controlador Pro-Line  Trak-Ball para el sistema, que se usó principalmente para títulos de juegos como Centipede y Missile Command. Un controlador de paletas y una versión actualizada de autocentrado del controlador original también estaban en desarrollo, pero nunca se lanzó al mercado.
Los juegos se enviaron con superposiciones de tarjetas de plástico que se colocaron sobre el teclado. La tarjeta indicaría qué funciones del juego, como cambiar la vista o la velocidad del vehículo, se asignaron a cada tecla.
El controlador primario fue clasificado como el décimo peor controlador de videojuegos por el editor IGN Craig Harris. Un editor para Next Generation dijo que sus joysticks no centrados "hicieron que muchos juegos fueran casi imposibles de jugar".

### Especificaciones dehardware
- Procesador: 6502C (8-bit), 1,78 MHz
- RAM: 16K
- Colores: 256, 16 simultáneamente
- Resolución: 320x192
- Sonido: 4-canales

### Diferencias internas de las computadoras de 8 bits
En 1983 David H. Ahl describió el Atari 5200 como "una computadora con 400 disfraces". Su diseño interno se basó ampliamente en el de la familia Atari de 8 bits, incluyendo ANTIC, POKEY, y GTIA. El software diseñado para uno no se ejecuta en el otro, pero portando el código fuente no es difícil siempre y cuando no use características específicas de la computadora.  Antic informó en 1984 que "las similitudes superan con creces las diferencias, por lo que se puede desarrollar un programa 5200 y depurar casi por completo Atari de 8-bits antes de probar en un 5200 ". John J. Anderson de Creative Computing aludió a que la incompatibilidad era intencional, causada por rivalidades entre las divisiones de computadora y consola de Atari.
Además de la falta de un teclado de computadora del 5200, otras diferencias incluyen:
- El El sistema operativo fue reemplazado por un "programa de monitoreo" más simple de 2 KB, de los cuales 1KB es el conjunto de caracteres.
- Varios registros importantes, como los de los chips GTIA y POKEY, aparecen en diferentes ubicaciones de memoria.
- El propósito de algunos registros cambia ligeramente en el 5200.
- Los joysticks analógicos del 5200 aparecen como pares de paddle al hardware, lo que requirió una gestión de entrada diferente a la del joystick digital tradicional en las computadoras Atari

En 1987, Atari Corporation lanzó la consola XE Game System, que era esencialmente un 65XE reenvasado (la iteración actual de la línea de computadora de 8 bits) con un teclado desmontable que podía funcionar en casa títulos de computadora directamente, a diferencia del 5200. Anderson escribió en 1984 que Atari podría haber lanzado una consola compatible con programas informáticos en 1981. 

## Recepción
A la Atari 5200 no le fue bien comercialmente en comparación con su predecesora, la Atari 2600. Aunque promocionaba gráficos superiores a los 2600 y Intellivision, el sistema inicialmente era incompatible con la amplia biblioteca de juegos del 2600, y algunos analistas del mercado han especulado que esto perjudicó sus ventas, especialmente desde que se lanzó un adaptador de cartucho Atari 2600 para el Intellivision II. (Una revisión El modelo de 2 puertos se lanzó en 1983, junto con un adaptador de juego que permitía a los jugadores jugar los 2600 juegos.) Esta falta de juegos nuevos se debió en parte a la falta de fondos, con Atari continúa desarrollando la mayoría de sus juegos para el mercado saturado 2600.
Muchos de los juegos de 5200 aparecen simplemente como versiones actualizadas de 2600 títulos, que no entusiasmaron a los consumidores. Su juego de paquete,  Super Breakout, fue criticado por no hacer lo suficiente para demostrar las capacidades del sistema,  y esto le dio a ColecoVision una ventaja significativa cuando su paquete,  Donkey Kong, ofreció una experiencia arcade más auténtica que cualquier otro cartucho de juego anterior. En su lista de las 25 mejores consolas de juegos de todos los tiempos, IGN afirmó que la principal razón de la falla del mercado del 5200 era la superioridad tecnológica de su competidor, mientras que otras fuentes sostienen que las dos consolas tienen aproximadamente un poder equivalente.
El 5200 recibió muchas críticas por el diseño "descuidado" de sus controladores analógicos no centrados. Anderson describió los controladores como "absolutamente atroz".
David H. Ahl de  videojuegos de computación creativa dijo en 1983 que el "Atari 5200 es, me atrevo a decirlo, la respuesta de Atari a Intellivision, Colecovision y el  Astrocade ", describiendo la consola como una versión de" verdadero mercado masivo "de las computadoras Atari de 8 bits a pesar de la incompatibilidad del software. Criticó el control impreciso del joystick, pero dijo que "es al menos tan bueno como muchos otros controladores", y se preguntó porque ' Super Breakout fue el paquete cuando no usaba los gráficos mejorados del 5200. En un momento después del lanzamiento del 5200, Atari había planeado una versión más pequeña y económica del Atari 5200, que habría eliminado la bandeja de almacenamiento del controlador. Con el nombre en código de "Atari 5100" (también conocido como "Atari 5200 Jr."), solo se hicieron unos pocos prototipos 5100 completamente operativos antes de que se cancelara el proyecto.

## Especificaciones técnicas
|                      | tipo                 | datos | imagen |
| -------------------- | -------------------- | --- | ------ |
| CPU                  | CPU                  | MOS Tecnology personalizado 6502C (no 65C02) @ 1,79 MHz |        |
| Hardware de soporte: | Hardware de soporte: | 3 chips VLSI personalizados |        |
| GPU                  | GPU                  | ANTIC y GTIA |        |
| GPU                  | Resolución           | 14 modos: seis modos de texto (se admiten matrices de caracteres de 8 × 8, 4 × 8 y 8 × 10), ocho modos de gráficos que incluyen 80 píxeles por línea (16 colores), 160 píxeles por línea (4 colores), 320 píxeles por línea (2 colores) altura y ancho variables hasta sobreexplorar 384 × 240 píxeles |        |
| GPU                  | Paleta de colores:   | 128 (16 tonos, 8 luma) o 256 (16 tonos, 16 luma) |        |
| GPU                  | Colores en pantalla: | 2 (320 píxeles por línea) a 16 (80 píxeles por línea). hasta 23 colores por línea con mezcla de control de prioridad de jugador/misil y campo de juego. Los valores de registro se pueden cambiar en cada línea de exploración utilizando interrupciones de la lista de visualización ANTIC, lo que permite mostrar hasta 256 (16 tonos, 16 luma) a la vez, con hasta 16 por línea de exploración. |        |
| GPU                  | Sprites:             | 4 sprites de 8 píxeles de ancho, 4 sprites de 2 píxeles de ancho; la altura de cada uno es de 128 o 256 píxeles; 1 color por sprite |        |
| GPU                  | Desplazamiento:      | desplazamiento grueso y fino horizontal y vertical. (Desplazamiento grueso horizontal de 4, 8 o 16 píxeles/incrementos de reloj de color, y verticalmente por altura de línea de modo 2, 4, 8 o 16 líneas de escaneo). (O desplazamiento fino horizontal 0 a 3, 7 o 15 líneas simples incrementos de reloj de píxeles/color y luego 4, 8 o 16 píxeles/incremento de reloj de color desplazamiento grueso; y desplazamiento fino vertical 0 a 1, 3, 7 o 15 incrementos de línea de escaneo y luego 2, 4, 8 o Desplazamiento aproximado de incremento de 16 líneas de exploración), |        |
| Sonido:              | Sonido:              | sonido PSG de 4 canales a través del chip de sonido POKEY, que también maneja el escaneo de teclado, E/S en serie, temporizadores con capacidad de interrupción de alta resolución (precisión de ciclo único) y generación de números aleatorios. |        |
| RAM:                 | RAM:                 | 16 KB |        |
| ROM:                 | ROM:                 | - BIOS integrado de 2 KB para el inicio del sistema y el enrutamiento de interrupciones. - Ventana ROM de 32 KB para cartuchos de juegos estándar, ampliable mediante técnicas de conmutación de bancos de memoria. |        |
| Dimensiones          | Dimensiones          | 13 "× 15" × 4.25 " |        |
| energía              | energía              | entrada: 120v 60hz 30w salida: 11.5v dc 1.95a |        |

## Juegos
Anexo: Lista de Videojuegos para Atari 5200
| Videoconsolas de atari - Atari pong - Atari 2600 - Atari 7800 - Familia Atari de 8 bits - Atari XEGS - Atari Lynx - Atari Jaguar - Atari Cosmos - Atari VCS | Videoconsolas competidoras de atari 2600 - Fairchild Channel F - Bally Astrocade - Magnavox Odyssey² - Intellivision - Arcadia 2001 - ColecoVision - Atari 2600 - Vectrex |